# Stadionul Orășenesc (Ovidiu)
Stadionul Orășenesc este un stadion de fotbal din Ovidiu. Aici își dispută meciurile de pe teren propriu clubul local de fotbal CSO Ovidiu.